# Austrolimnophila laetabunda
Austrolimnophila laetabunda là một loài ruồi trong họ Limoniidae. Chúng phân bố ở miền Australasia.